# Ryszard Podlas
Ryszard Podlas (né le 29 juillet 1954 à Białobrzezie) est un athlète polonais spécialiste du 400 mètres. 

## Carrière

### Palmarès
| Date | Compétition                    | Lieu       | Résultat | Épreuve    | Performance   |
| ---- | ------------------------------ | ---------- | -------- | ---------- | ------------- |
| 1976 | Jeux olympiques d'été          | Montréal   | 2e       | 4 × 400 m  | 3 min 01 s 43 |
| 1977 | Universiade d'été              | Sofia      | 3e       | 400 mètres | 45 s 36       |
| 1977 | Coupe du monde des nations     | Düsseldorf | 2e       | 4 × 400 m  | 3 min 02 s 47 |
| 1978 | Championnats d'Europe en salle | Milan      | 2e       | 400 mètres | 46 s 55       |
| 1978 | Championnats d'Europe          | Prague     | 2e       | 4 × 400 m  | 3 min 03 s 62 |
| 1979 | Coupe du monde des nations     | Montréal   | 2e       | 4 × 400 m  | 3 min 00 s 80 |
| 1982 | Championnats d'Europe          | Athènes    | 4e       | 4 × 400 m  | 3 min 02 s 77 |
| 1983 | Championnats du monde          | Helsinki   | —        | 4 × 400 m  | DNF           |

### Records
| Épreuve    | Performance | Lieu  | Date |
| ---------- | ----------- | ----- | ---- |
| 400 mètres | 45 s 36     | Sofia | 1977 |